# Xavier Bulbena i Moreu
Xavier Bulbena i Moreu (Barcelona, 1949 — Girona, 2 de maig de 2008) fou un artista plàstic, escenògraf i dissenyador català.
Format a l'Escola Eina de Barcelona, promogué diverses iniciatives en el camp de l'art d'avantguarda, entre els quals el Taller Am Terrisseries, L'Au Cal·ligràfica, la cooperativa de ceramistes Coure i el premi de dibuix Joan Miró. Autor d'escenografies per a grups teatrals (Els Joglars, Zootrop Teatre, Laboratori), amb Xavier Mariscal dissenyà la cerimònia inaugural dels Jocs Olímpics de Barcelona (1992). Establert a la Garrotxa a mitjan anys setanta, hi impulsà i participà en nombroses iniciatives artístiques i culturals de la comarca, entre els quals el Museu Comarcal de la Garrotxa i amb la secció del Museu dels Volcans, el logo promocional d'Olot, l'Arxiu d'Imatges d'Olot i l'Arxiu Comarcal de la Garrotxa. Fou també cartellista de les Festes del Tura (1998) i d'altres esdeveniments de la comarca, així com dissenyador de publicacions. Fou president de la Coordinadora d'Entitats de Defensa de l'Alta Garrotxa i era regidor a Sant Pau de Segúries, on residia. Morí el 2 de maig de 2008 a l'Hospital Dr. Trueta de Girona, després que se li detectés una greu malaltia el Nadal del 2007.